# Polystichum lonchitis
Polystichum lonchitis là một loài thực vật có mạch trong họ Dryopteridaceae. Loài này được (L.) Roth miêu tả khoa học đầu tiên năm 1800.

## Hình ảnh

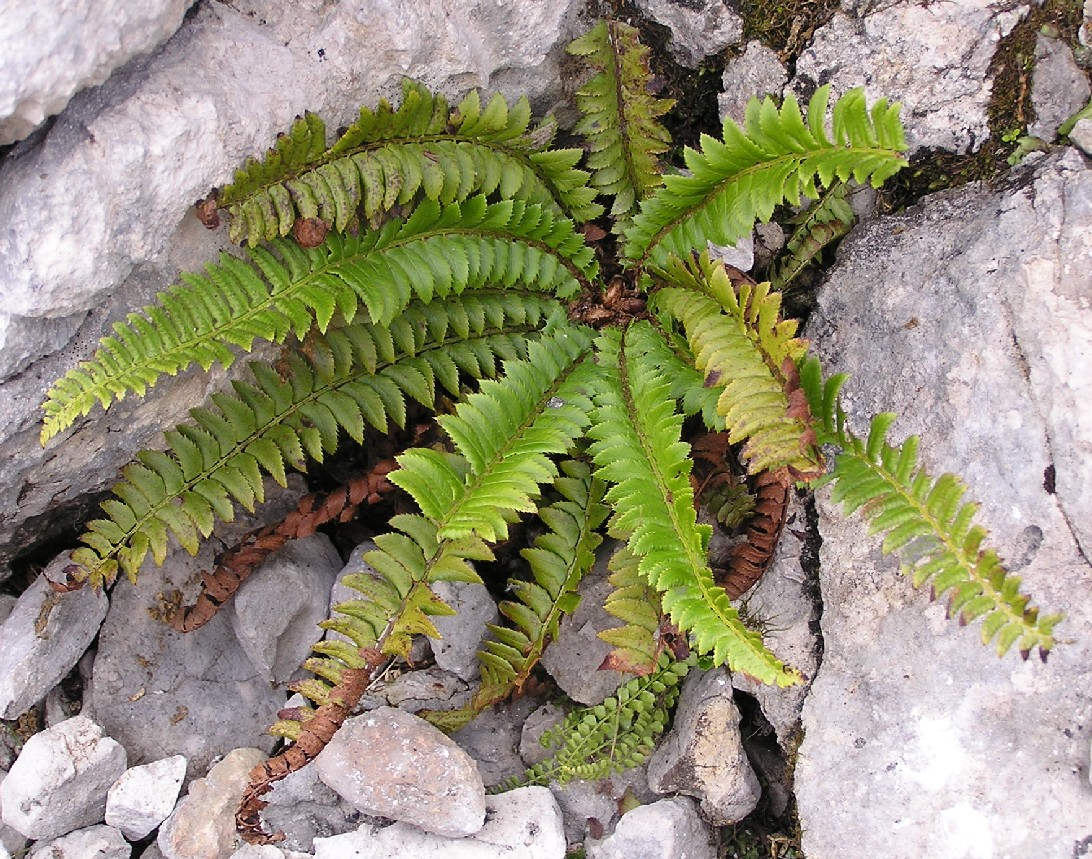
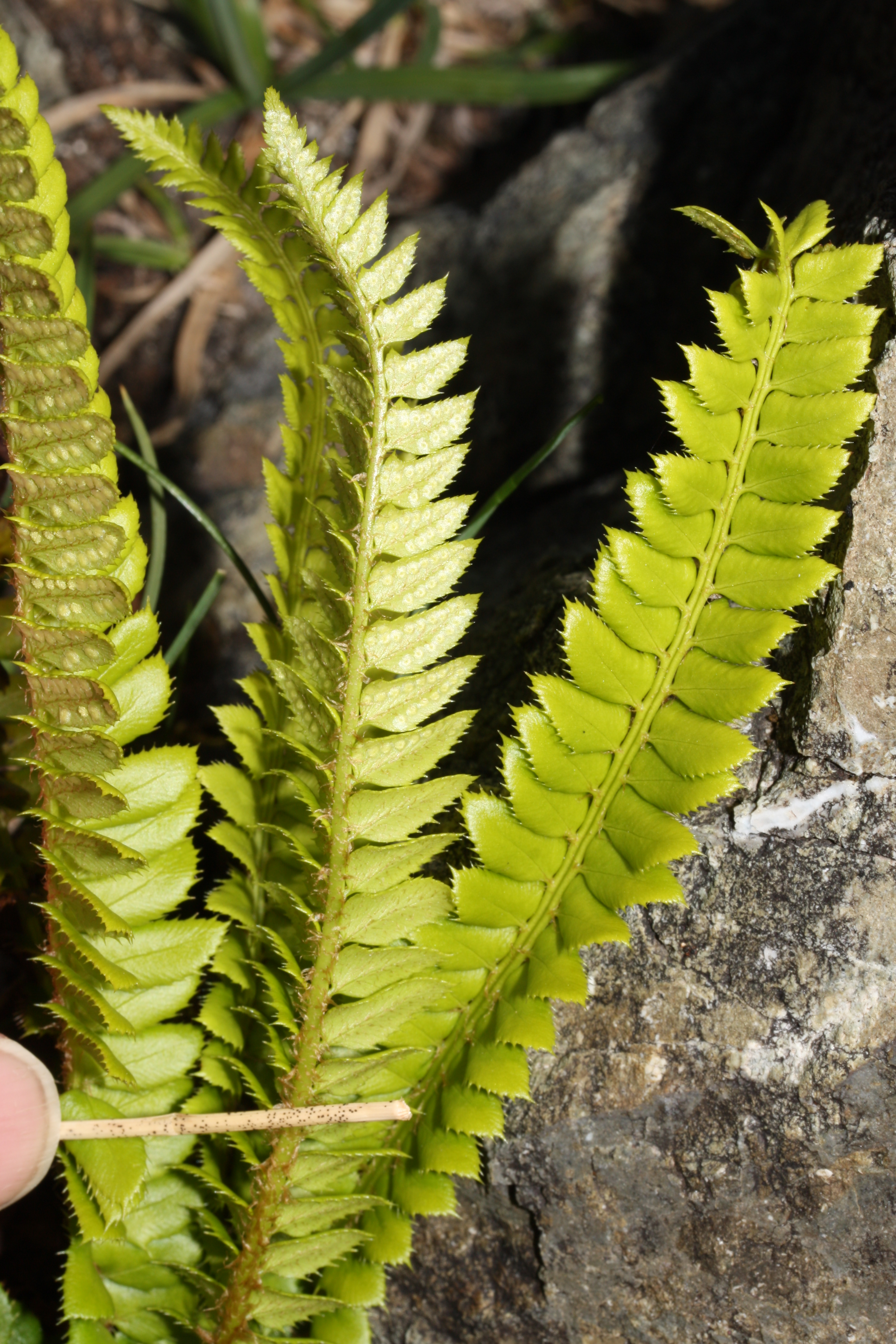
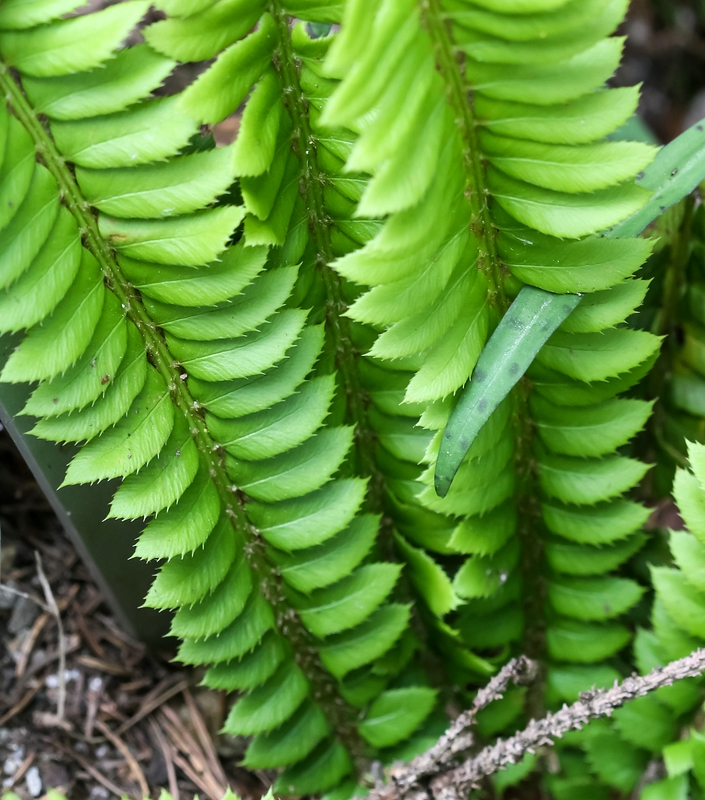